# Lachmann
Lachmann ist ein deutscher Familienname.

## Namensträger
- Alexander Lachmann (1814–??), deutscher Lehrer und Autor
- Benedict Lachmann (1878–1941), deutscher Schriftsteller und Buchhändler
- Burkhard Lachmann (* 1942), deutscher Pathophysiologe
- Carl Lachmann (1814–1882), deutscher Rittergutsbesitzer und Politiker
- Eduard Lachmann (1891–1966), deutscher Jurist und Schriftsteller
- Ella Lachmann (1870–nach 1902), deutsche Opernsängerin (Sopran)
- Erich Lachmann (1909–1972), deutscher SS-Scharführer
- Ewald Lachmann (1911–1943), deutscher Fußballspieler
- Ferdinand Heinrich Lachmann (1770–1848), deutscher Pädagoge
- Friedrich Lachmann (Karl Friedrich Theodor Lachmann; 1800–1828), deutscher Klassischer Philologe und Lehrer
- Friedrich Ludolf Lachmann (1749–1777), deutscher Prediger und Dichter
- Georges Lachmann (1890–1961), französischer Flugpionier sowie land- und forstwirtschaftlicher Unternehmer
- Gerhard Lachmann (* 1958), deutscher Fußballspieler
- Gustav Lachmann (1896–1966), deutscher Luftfahrtingenieur
- Guy Kurt Lachmann (1906–1987), deutsch-französischer Widerstandskämpfer
- Günther Lachmann (* 1961), deutscher Journalist und Autor
- Hans Lachmann (Widerstandskämpfer) (1909–1981), deutsch-französischer Widerstandskämpfer und Sportfunktionär
- Hans Lachmann (Fotograf) (1920–2006), deutscher Fotograf
- Hans Lachmann-Mosse (1885–1944), deutscher Verleger
- Hedwig Lachmann (1865–1918), deutsche Schriftstellerin, Übersetzerin und Dichterin
- Heinrich Lachmann (1797–1872), deutscher Pädagoge, Arzt und Biologe
- Isolde Lachmann (1940–2006), österreichische Schriftstellerin
- Johann Lachmann (1491–1538/1539), deutscher Theologe und Reformator
- Johannes Lachmann (1832–1860), deutscher Agrikulturbotaniker
- Karen Lachmann (1916–1962), dänische Fechterin
- Karl Lachmann (1793–1851), deutscher Philologe
- Karl Friedrich Johannes Lachmann (1882–1860), siehe Johannes Lachmann
- Karl Lachmann (Architekt) (1887–nach 1933), deutscher Architekt und Baubeamter
- Karl Friedrich Ferdinand Lachmann (1817–1881), deutscher Pädagoge
- Karl Ludolf Friedrich Lachmann (1756–1823), deutscher Theologe und Pädagoge
- Käthe Lachmann (* 1971), deutsche Komikerin
- Kim Lachmann (* 1987), deutscher Radrennfahrer
- Lars Lachmann (* 1975), deutscher Biologe und Ornithologe
- Ludwig Lachmann (1906–1990), österreichischer Nationalökonom
- Maik Lachmann (* 1979), deutscher Wirtschaftswissenschaftler und Hochschullehrer
- Malte C. Lachmann (* 1989), deutscher Theaterregisseur und Dramatiker
- Marcus Lachmann (1956–2025), deutscher Schauspieler, Szenenbildner, Regisseur und Theaterpädagoge
- Marion Lachmann (* 1952), deutsche Kanutin
- Peter Lachmann (* 1935), deutsch-polnischer Autor und Übersetzer
- Rainer Lachmann (1940–2025), deutscher Theologe
- Renate Lachmann (* 1936), deutsche Slawistin und Literaturtheoretikerin
- Richard Lachmann (1885–1916), deutscher Geologe
- Robert Lachmann (1892–1939), deutscher Musikwissenschaftler
- Steffen Lachmann (1962–2021), deutscher Fußballspieler
- Theodor Lachmann (1835–1918), deutscher Arzt und Heimatforscher
- Thomas Lachmann (* 1967), deutscher Psychologe und Hochschullehrer
- Vera Lachmann (1904–1985), deutsch-amerikanische Philologin und Lyrikerin
- Volkmar Lachmann (1921–1945), deutscher Schriftsteller
- Werner Lachmann (* 1941), deutscher Volkswirtschaftler
- Wilhelm Lachmann (1801–1861), deutscher Arzt, Naturforscher und Blindenpädagoge